# Сурченко, Андрей Иванович
Андрей Иванович Сурченко (28 ноября 1901 года, с. Овощинское, ныне Петровский район, Ставропольский край — 14 февраля 1975 года, Москва) — советский военный деятель, Генерал-майор (1943 год).

## Начальная биография
Андрей Иванович Сурченко родился 28 ноября 1901 года в селе Овощинское ныне Петровского района Ставропольского края.

## Военная служба

### Гражданская война
В мае 1920 года был призван в ряды РККА и направлен красноармейцем в караульный батальон (Северокавказский военный округ), дислоцированный в Ставрополе, а в июне того же года — на учёбу на курсы комсостава при 3-й Майкопской пехотной школе, но вскоре был переведен на 48-е Ставропольские курсы комсостава и вновь на 3-й Майкопские командные курсы.

### Межвоенное время

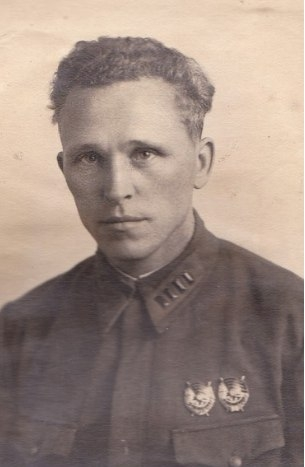

После окончания курсов в ноябре 1921 года Сурченко был назначен на должность командира взвода в 3-м Тифлисском полку ОН, затем в 9-м отдельном батальоне ОН, дислоцированном в Баку, а в апреле 1924 года — на должность командира взвода полковой школы в 3-м стрелковом полку (Азербайджанская стрелковая дивизия).
В октябре 1926 года Сурченко был направлен на учёбу на Военно-политические курсы при Закавказской пехотной школе, дислоцированной в Тбилиси, после окончания которых в июле 1927 года был назначен на должность политрука роты 9-го Кавказского стрелкового полка.
В мае 1930 года был направлен на учёбу в Военную академию имени М. В. Фрунзе, после окончания которой в мае 1933 года был назначен на должность начальника химической службы Московской Пролетарской стрелковой дивизии, в феврале 1936 года — на должность начальника штаба 1-го стрелкового полка, а в июне 1937 года — на должность начальника 1-й части штаба этой же дивизии.
С марта 1938 года исполнял должность помощника начальника оперативного отдела штаба Московского военного округа, в июне был назначен на должность помощника начальника учебного отдела Свердловского пехотного училища (Уральский военный округ), в сентябре 1939 года — на должность преподавателя кафедры тактики Военной академии имени М. В. Фрунзе, а в июле 1940 года — на должность начальника штаба 129-й стрелковой дивизии, находившейся на формировании в Сталинграде.

### Великая Отечественная война

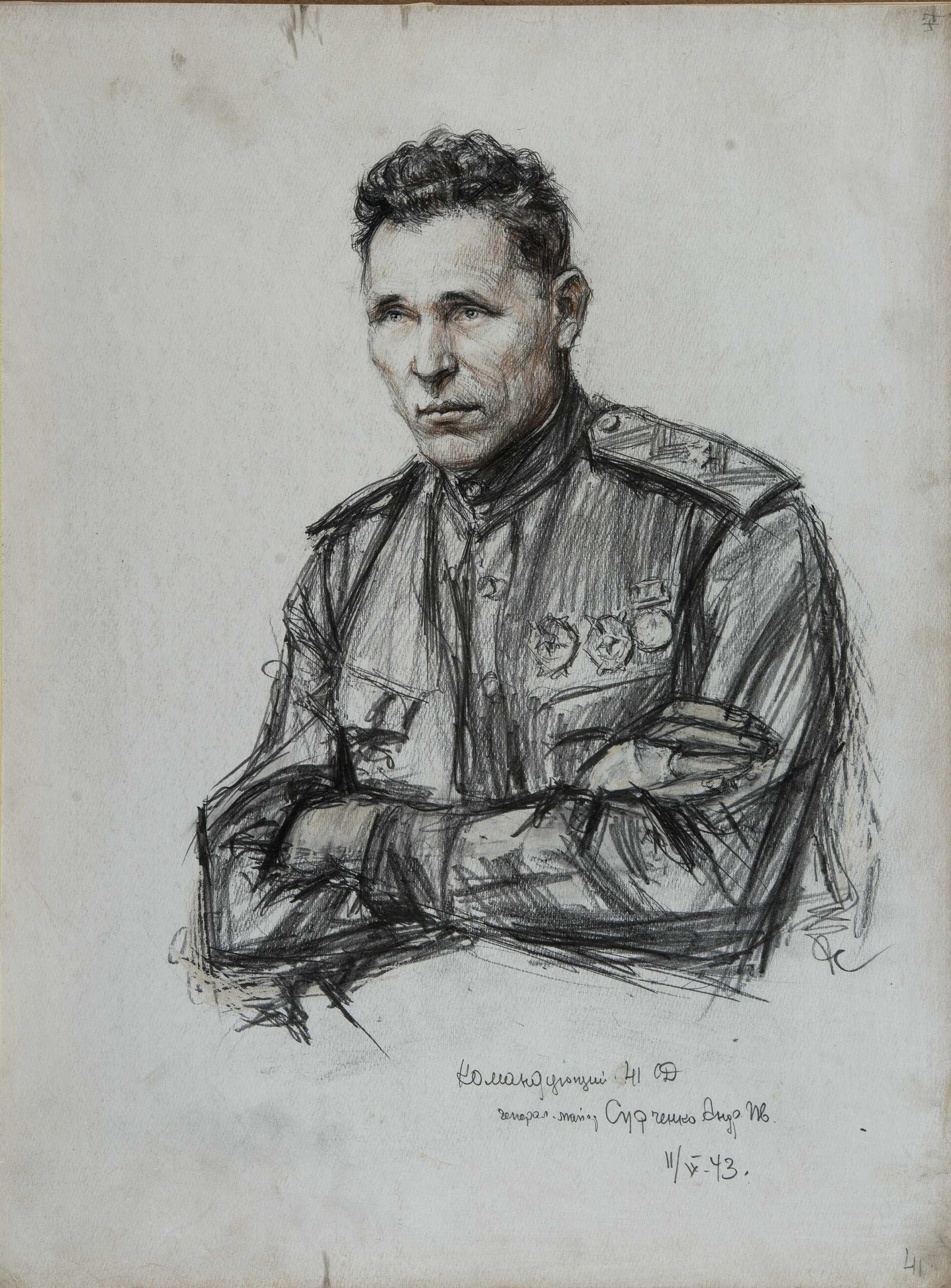
Командующий 41 дивизией. Сурченко А. И. Рисунок выполнен 2.IX.1943

С началом войны находился на прежней должности. В начале июля 1941 года дивизия была включена в состав Западного фронта, после чего вела боевые действия на витебском направлении, а затем принимала участие в ходе Смоленского сражения. За эти бои Сурченко был награждён орденом Красного Знамени. 17 июля 1941 года в бою на северной окраине Смоленска был ранен, после чего находился на лечении в госпитале в Москве и после выздоровления в ноябре был назначен на должность командира 18-й стрелковой бригады, которая принимала участие в боевых действиях в ходе битвы под Москвой, ведя оборонительные бои на Наро-Фоминском направлении.
С апреля 1942 года находился на лечении в госпитале и после выздоровления в октябре 1942 года был назначен на должность командира 399-й стрелковой дивизии, которая потеряла почти весь личный состав в ходе боевых действий на Сталинградском фронте в августе—сентябре 1942 года. После доукомплектования дивизия в январе 1943 года была переброшена на Брянский фронт, где вела частные наступательные боевые действия на малоархангельском направлении. В феврале 1943 года «за слабые темпы наступления дивизии» Сурченко был снят с должности и назначен на должность заместителя командира 41-й стрелковой дивизии, а в марте — на должность командира этой же дивизии, которая вела оборонительные боевые действия восточнее Орла, а также принимала участие в боевых действиях в ходе Орловской, Брянской и Гомельско-Речицкой наступательных операций.
В марте 1944 года был назначен на должность заместителя командира 29-го стрелкового корпуса, а в августе — на должность начальника штаба 53-го стрелкового корпуса, который принимал участие в боевых действиях в ходе Белорусской операции. В декабре исполнял должность командира этого же корпуса, который вёл оборонительные боевые действия на реке Нарев в районе населённых пунктов Павлувск и Поплявы.
В январе 1945 года в ходе Восточно-Прусской операции Сурченко за «незнание обстановки и несвоевременные донесения в штаб армии» был снят с должности, после чего был назначен на должность заместителя начальника оперативного управления штаба 2-го Белорусского фронта.

### Послевоенная карьера
После окончания войны находился на прежней должности.
В июле 1945 года был назначен на должность начальника Управления боевой и физической подготовки Северной группы войск, затем — на должность начальника 1-го отдела и заместителя начальника этого управления, а в декабре 1947 года — на должность начальника Объединённых курсов усовершенствования офицерского состава Северной группы войск.
В июне 1950 года был направлен на учёбу на высшие академические курсы при Высшей военной академии имени К. Е. Ворошилова, которые окончил с отличием в декабре 1951 года и с января 1952 года состоял в распоряжении 10-го управления Генштаба, находясь в длительной зарубежной командировке в качестве военного советника. После возвращения в апреле 1956 года был прикомандирован к Военной академии имени М. В. Фрунзе для использования на преподавательской работе и в декабре того же года был назначен на должность начальника курса основного факультета академии.
В ноябре 1959 года генерал-майор Андрей Иванович Сурченко вышел в запас. Умер 14 февраля 1975 года в Москве.

## Награды
- Орден Ленина;
- Пять орденов Красного Знамени;
- Орден Кутузова 2-й степени;
- Два ордена Отечественной войны 1-й степени;
- Медали;
- Орден «9 сентября 1944 года» 2-й степени с мечами (Болгария).

## Сочинения
- Сурченко А. Ликвидация прорыва в районе Наро-Фоминска. // Военно-исторический журнал. — 1962. — № 12. — С.49—57.